# Strangalia conicollis
Strangalia conicollis är en skalbaggsart som först beskrevs av Aurivillius 1910.  Strangalia conicollis ingår i släktet Strangalia och familjen långhorningar. Inga underarter finns listade i Catalogue of Life.